# Finding Forever
Finding Forever è il settimo album discografico in studio del rapper statunitense Common, pubblicato nel luglio 2007.
Ha ricevuto una nomination ai Grammy Awards 2008 nella categoria "miglior album rap".

## Tracce
1. Intro – 1:17
2. Start the Show (feat. Kanye West) – 3:14
3. The People (feat. Dwele) – 3:24
4. Drivin' Me Wild (feat. Lily Allen) – 3:42
5. I Want You (feat. will.i.am) – 4:30
6. Southside (feat. Kanye West) – 4:44
7. The Game – 3:32
8. U, Black Maybe (feat. Bilal) – 5:02
9. So Far to Go (feat. D'Angelo) – 4:27
10. Break My Heart – 3:39
11. Misunderstood – 4:46
12. Forever Begins – 7:36

## Classifiche
- Billboard 200 - #1[2]